# Stayen
Lo Stayen è uno stadio di calcio situato a Sint-Truiden, nel Belgio. È stato inaugurato nel 1927 ed ospita gli incontri del Sint-Truiden.

## Storia
Il nome "Stayen" è una variante dialettale di "Staden", un vecchio quartiere della città di Sint-Truiden, e dagli anni '50 fino al 2009 è stato trascritto anche come "Staaien".
È soprannominato "Hel van Stayen" (L'inferno di Stayen) a causa delle frequenti sconfitte che vi subiscono molti top-team belgi, fornendo al club locale la reputazione di "ammazza-grandi".